# 十八楼
十八楼（じゅうはちろう）は、岐阜を代表する老舗旅館。万延元年創業。岐阜市の川原町界隈に位置し、長良川温泉の旅館のひとつである。館内から長良川鵜飼船着場への専用通路がある。屋号は松尾芭蕉の名文「十八楼の記」に由来。

## 施設
- 客室 111室、定員534名 - 露天風呂付特別室17室、一般和室95室、和室（ツイン）1室、洋室（アウトバス）5室
- 宴会場 - コンベンションホール（洋宴会場）609m2、180畳、160 畳、他8会場
- 結婚式場、法要殿
- 会議室 - 400名×1、200名×2、80名×3、50名×2、30名×4
- レストラン - 土蔵レストラン「時季の蔵」、夜食処「遊膳」
- 浴場 
  - 「川の音」露天風呂、男女入替制、2005年オープン
  - 「川の瀬」展望内風呂、男女入替制、2013年リニューアルオープン
  - 「蔵の湯」展望風呂、男女入替制、2012年オープン
- 川原町文庫（図書ルーム）
- リラクゼーション川遊（エステ）- 男性1名の利用は不可
- 浴衣コーナー - 女性用浴衣・帯レンタル
- 鵜飼小路 - 船着場までの専用通路
- その他 - ロビー、売店、夜食コーナー、エステルーム、カラオケルーム、水琴窟

## 女将
団体客向け観光ホテルとして隆盛したが、客足減少に伴い老舗旅館へ転換し、その際に支配人制をやめて女将職を設けた。現在の若女将は伊藤知子。父は8代目当主（七代目の娘婿）で株式会社十八楼代表取締役の伊藤善男。2003年に28歳で結婚し夫の伊藤豊邦（現・岐阜観光ホテル十八楼代表取締役社長）が豊田合成を退職して旅館を継ぐこととなり夫婦で十八楼に入社。「長良川温泉女将会」会長、「岐阜まんまる女将の会」などの活動をしている。十八楼グループの不動産管理を行っている伊藤産業の代表取締役、岐阜市教育委員も務める。

## その他
- 1985年株式会社岐阜観光ホテル十八楼設立
- 1995年ホテルニューナガラカン（長良館別館）を買収し十八楼別館として営業（2007年閉館）。
- 2004年岐阜市都市景観賞受賞
- 2007年春、5億円をかけた全館リニューアルを完了。日本情緒漂うおしゃれなデザインに一新した[6]。
- 別館は老朽化のため2008年1月4日に閉館。跡地に120年前の土蔵を曳家工法で移築し[7]2010年4月に土蔵レストランとしてオープンした。
- 2010年岐阜市都市景観奨励賞受賞
- JTB2011年度 サービス最優秀旅館ホテル･大規模旅館の部 受賞
- 2017年には第75期名人戦第4局が当地で行われ、佐藤天彦が勝利した。

## 近隣の観光スポット
- 長良川鵜飼、鵜飼観覧船造船所、長良川うかいミュージアム
- 日中友好庭園、岐阜公園、加藤栄三・東一記念美術館、金華山、金華山ロープウェー、金華山ドライブウェイ、岐阜城、岐阜市歴史博物館、名和昆虫博物館、岐阜大仏
- 伊奈波神社
- 柳ヶ瀬
- 岐阜駅北口にある黄金の信長像